# لورا بیلی
لورا داون بیلی (به انگلیسی: Laura Dawn Bailey)؛ (زادهٔ ۲۸ مهٔ ۱۹۸۱ در بیلاکسی) صداپیشه، و کارگردان صدا اهل ایالات متحده آمریکا است. وی از سال ۱۹۹۹ (میلادی) تاکنون مشغول فعالیت بوده‌است.

## فیلم‌شناسی

### انیمه
- دراگون بال زد (۱۹۹۹-۲۰۰۳)
- یو یو هاکوشو (۲۰۰۲-۲۰۰۶)
- فروتس بسکت (۲۰۰۲-۲۰۰۳)
- کارآگاه کونان (۲۰۰۴-۲۰۱۰)
- باسیلیسک (مانگا) (۲۰۰۶-۲۰۰۷)
- وان پیس (۲۰۰۷-۲۰۰۸)
- ناروتو (۲۰۰۸-۲۰۰۹)
- کلیمور (۲۰۰۸)
- شین-چان (۲۰۰۸-۲۰۱۱)
- کد گیاس (۲۰۰۸-۲۰۰۹)
- میزبان باشگاه دبیرستان اوران (۲۰۰۸)
- تیره‌تر از سیاهی (۲۰۰۹-۲۰۰۸)
- هیولا (۲۰۰۹)
- ومپایر نایت (۲۰۱۰)
- سول ایتر (۲۰۱۰)
- کیمیاگر تمام‌فلزی: برادری (۲۰۱۰-۲۰۱۱)
- ککایشی (۲۰۱۰-۲۰۱۱)
- کی-اون! (۲۰۱۱-۲۰۱۲)
- کلیمور (۲۰۱۰)

### پویانمایی
- وینکس کلاب (۲۰۱۱-۲۰۱۳)
- گردآوری انتقامجویان (۲۰۱۳-۲۰۱۹)
- نمایش منظم (۲۰۱۴-۲۰۱۵)
- ریک و مورتی (۲۰۱۷)

### فیلم
- رزیدنت ایول: تباهی (۲۰۰۸)
- همین دیروز (۲۰۱۶)

### نمایش خانگی
- کی-اون! (۲۰۱۳)
- لیگ عدالت در برابر تایتان‌های نوجوان (۲۰۱۶)

### بازی ویدیویی
- دراگون بال (۲۰۰۳-۲۰۱۶)
- دنیای وارکرفت: خشم پادشاه لیچ (۲۰۰۸)
- مبارز خیابانی ۴ (۲۰۰۹)
- لیگ افسانه‌ها (۲۰۰۹)
- رزیدنت ایول: تاریخچه تاریکی (۲۰۰۹)
- سایلنت هیل: یادگارهای خردشده (۲۰۰۹)
- فاینال فانتزی ۱۳ (۲۰۱۰)
- فرماندهی و تسخیر: گرگ و میش تایبریوم (۲۰۱۰)
- نیئا (۲۰۱۰)
- سنگوکو باسارا: قهرمانان سامورایی (۲۰۱۰)
- فال‌اوت: نیو وگاس (۲۰۱۰)
- سونیک رنگ‌ها (۲۰۱۰)
- سیمز قرون وسطی (۲۰۱۱)
- کاترین (۲۰۱۱)
- رزیستنس ۳ (۲۰۱۱)
- ارباب حلقه‌ها: جنگ در شمال (۲۰۱۱)
- نبرد سینت‌ها: سوم (۲۰۱۱)
- جنگ ستارگان: جمهوری قدیم (۲۰۱۱)
- فاینال فانتزی ۲–۱۳ (۲۰۱۱)
- سول کالیبر ۵ (۲۰۱۲)
- قلمرو دوتایی (۲۰۱۲)
- استریت فایتر در مقابل تکن (۲۰۱۲)
- دنیای وارکرافت: مه‌هایی از پانداریا (۲۰۱۲)
- رزیدنت ایول ۶ (۲۰۱۲)
- هیلو ۴ (۲۰۱۲)
- تأثیر فراگیر ۳ (۲۰۱۲)
- چرخ‌دنده‌های جنگ: داوری (۲۰۱۳)
- بایوشاک: بیکران (۲۰۱۳)
- آخرین بازمانده از ما (۲۰۱۳)
- سیاره گمشده ۳ (۲۰۱۳)
- لگو قهرمانان مارول (۲۰۱۳)
- بتمن: ریشه‌های آرکهام (۲۰۱۳)
- نک (بازی ویدئویی) (۲۰۱۳)
- بازگشت لایتنینگ: فاینال فانتزی ۱۳ (۲۰۱۳)
- بدنام: فرزند دوم (۲۰۱۴)
- گرگی در میان ما (۲۰۱۴)
- سرزمین میانه: سایه موردور (۲۰۱۴)
- لگو بتمن ۳: ماورای گاتهام (۲۰۱۴)
- دنیای وارکرفت: جنگ سالاران درینور (۲۰۱۴)
- عصر اژدها: تفتیش عقاید (۲۰۱۴)
- قصه‌های از سرزمین‌های مرزی (۲۰۱۴-۲۰۱۸)
- بازی تاج‌وتخت (۲۰۱۴)
- قهرمانان طوفان (۲۰۱۵)
- بتمن: شوالیه آرکهام (۲۰۱۵)
- دیزنی بینهایت ۳٫۰ (۲۰۱۵)
- مکس دیوانه (۲۰۱۵)
- متال گیر سالید ۵: فانتوم پین (۲۰۱۵)
- هیلو ۵: نگهبانان (۲۰۱۵)
- مبارز خیابانی ۵ (۲۰۱۶)
- آنچارتد ۴: عاقبت یک دزد (۲۰۱۶)
- بتمن: سریال تل‌تیل (۲۰۱۶)
- چرخ‌دنده‌های جنگ ۴ (۲۰۱۶)
- بی‌عدالتی ۲ (۲۰۱۷)
- آنچارتد: میراث گمشده (۲۰۱۷)
- مارول در برابر کپ‌کام: بی نهایت (۲۰۱۷)
- سرزمین میانه: سایه جنگ (۲۰۱۷)
- بتمن: دشمن درون (۲۰۱۷-۲۰۱۸)
- [دنیای وارکرفت: نبرد برای آزروث]] (۲۰۱۸)
- مرد عنکبوتی (۲۰۱۸)
- دیز گان (۲۰۱۹)
- چرخ‌دنده‌های ۵ (۲۰۱۹)
- آخرین بازمانده از ما قسمت ۲ (۲۰۲۰)
- انتقام‌جویان (۲۰۲۰)
- ندای وظیفه ونگارد (۲۰۲۱)

### بازی حضوری
- واکر، رنجر تگزاس (۲۰۰۱)
- آقای بروکس (۲۰۰۷)